# Academia historica
Academia historica (chinois traditionnel : 國史館 ; chinois simplifié : 国史馆 ; pinyin : guóshǐguǎn) est le plus important organisme d'histoire de République de Chine (Taïwan). Il est situé dans le District de Zhongzheng, à Taipei, capitale de l'île. Il regroupe des organes de recherche et un musée. C'est, avec Academia sinica une source importante de documents en sinologie à Taïwan. Il possède également une branche Xindian située dans le nouveau Taipei.

## Histoire
Il a été fondé en 1947 à Nankin et refondé en 1957 sur Taïwan.